# Jean Veber (réalisateur)
Pour les articles homonymes, voir Jean Veber.
Jean Veber est un acteur, scénariste et réalisateur français. Il est le fils de Francis Veber. 
Il a étudié le cinéma au collège de Santa Monica à Los Angeles.
Il a notamment réalisé La Ballade de Don avec Thierry Frémont, Marc Andréoni et Clara Bellar, Le Pharmacien de garde avec Vincent Pérez, Guillaume Depardieu et Pascal Légitimus, et Bipolar avec Andrew J. West, Emma Bell, Béatrice Rosen et Andrew Howard. 
Il est également le créateur d'AbracadaPod, un podcast sur la magie du cinéma.

## Filmographie

### Réalisateur
- 1999 : La Ballade de Don (court métrage, également scénariste)
- 2003 : Le Pharmacien de garde (également scénariste)
- 2014 : Bipolar (également scénariste et producteur)

### Assistant réalisateur
- 1981 : La Chèvre de Francis Veber

### Scénariste
- 1994 : Cache cash de Claude Pinoteau (coscénariste)
- 1993 : Le Syndrome de Gilles de la Tourette[2] de Philippe Azoulay (scénariste)

### Acteur
- 1986 : Les Fugitifs de Francis Veber